# NGC 5325B
NGC 5325B је спирална галаксија у сазвежђу Ловачки пси која се налази на NGC листи објеката дубоког неба.
Деклинација објекта је + 38° 14' 25" а ректасцензија 13h 50m 53,2s. Привидна величина (магнитуда) објекта NGC 5325 износи 16,1 а фотографска магнитуда 16,9. NGC 5325B је још познат и под ознакама MCG 7-28-81, MCG 6-30-103, PGC 49152.